# Hanumanus kingae
Hanumanus kingae is een keversoort uit de familie klopkevers (Ptinidae). De wetenschappelijke naam van de soort werd in 1997 gepubliceerd door Borowski.